# IC 1540
IC 1540 је спирална галаксија у сазвјежђу Андромеда која се налази на листи објеката дубоког неба у Индекс каталогу.
Деклинација објекта је + 23° 46' 21" а ректасцензија 0h 19m 48,8s. Привидна величина (магнитуда) објекта IC 1540 износи 14,1 а фотографска магнитуда 14,9. Налази се на удаљености од 81,677 милиона парсека од Сунца. IC 1540 је још познат и под ознакама UGC 186, MCG 4-1-50, CGCG 478-54, PGC 1276.